# Superbus (band)

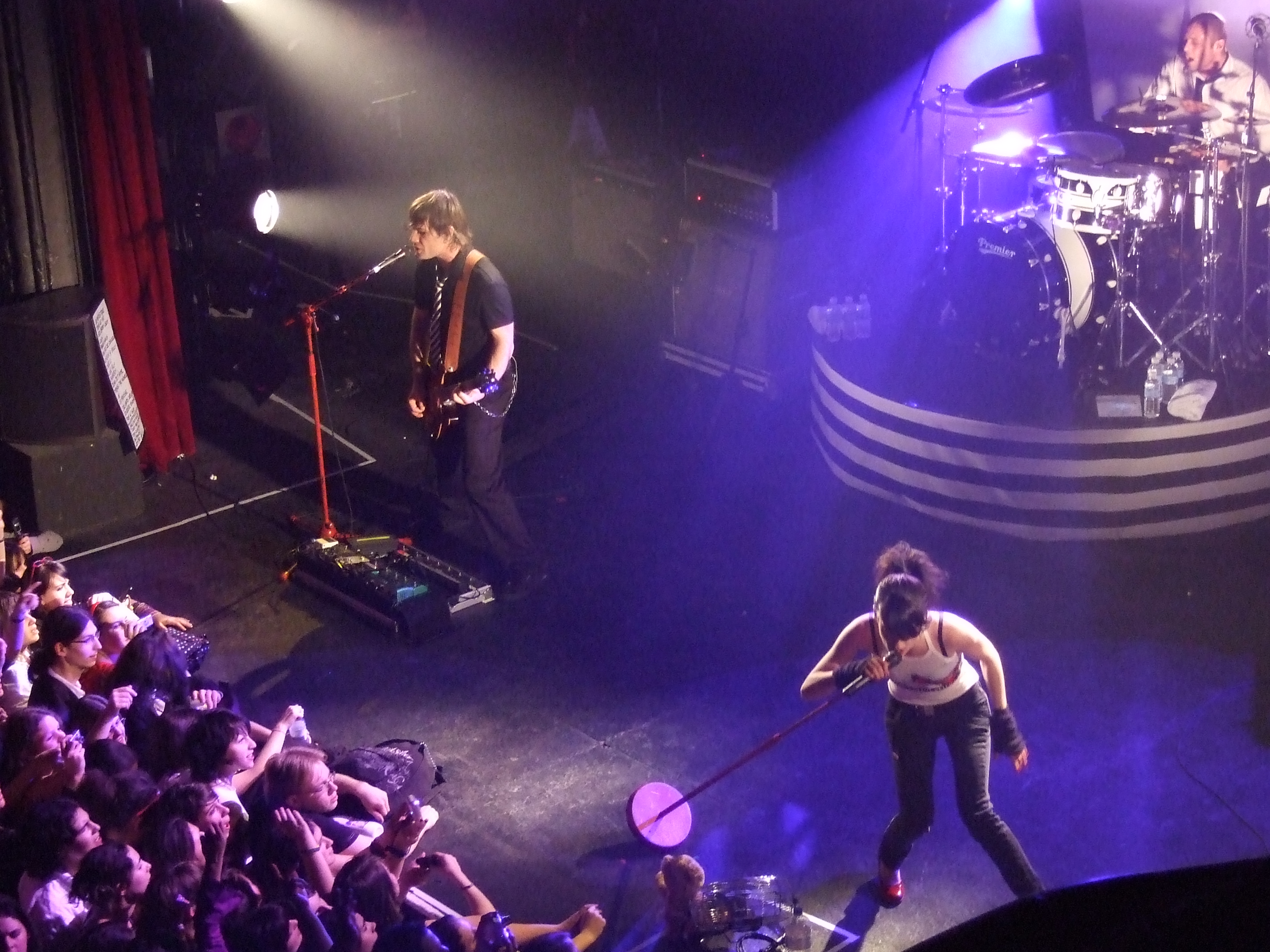
Superbus in 2007

Superbus is een Franse pop-rockgroep, opgericht in 1999 door Jennifer Ayache (9 november 1983). De naam Superbus komt uit het Latijn en betekent fier, super, geweldig. 
Superbus had hits met onder andere "Radio Song" (2004), "Butterfly" (2006) en "Travel the World" (2007). De groep bracht tot 2008 drie CD's uit. De eerste was Aéromusical (2002). In 2004 volgde Pop 'n Gum. In 2006 gaven ze hun derde album Wow uit. Op 9 februari 2009 kwam het album Lova Lova uit. Superbus heeft ook de DVD Live à Paris uitgegeven, waarop hun concert van 23 november 2007 in Zénith, Parijs te zien is.